# جماجم العرب

جماجم العرب الكبرى هو مصطلح يطلق على مجموعة من قبائل شبه الجزيرة العربية والتي توصف في العرف التقليدي بالقوة والكثرة والغلبة والشرف، تفرعت منهم عدد من البطون التي أصبحت فيما بعد قبائل مستقلة لها منازلها وشرفها وقوتها، وأصبحت القبائل المتفرعة تنتسب إلى اسم أبيها المشترك بدلاً من القبيلة التي خرجت منها، مثلاً؛ قريش تنتسب إلى جدها قريش بن كنانة بـ «القُرشي» بعد أن كانت في بادئ أمرها إلى كنانة.

## معنى جماجم العرب
سُميت الجماجم جماجماً لأنها تتفرع من كُلِّ وَاحدةٍ منها قبائل اكتفت بأسمائها دون الانتساب إليها فصارت كأنها جَسَد قائم وكلّ عُضو منها مُكْتَفٍ باسمه مَعروف بموضعه وتاريخه واسم النسبة إليه.
وأيضًا من معاني الجمجمة لدى العرب سادات القوم ورؤسائهم وأغلبهم، فيقول اللغوي والنحوي ابن بَرّي: «والجمجمة رؤساء القوم. وجماجم القوم: ساداتهم»، ونقل ابن منظور في لسان العرب: «وجماجم العرب رؤساؤهم، وكل بني أب لهم عز وشرف فهم جمجمة. والجمجمة: أربع قبائل، بين كل قبيلتين شأن.»

## قائمة الجماجم
| اسم الجمجمة | أصل الجمجمة                         | جِذْم الجمجمة                 | بعض القبائل التي تفرعت منها | المصدر                  |
| ----------- | ----------------------------------- | --------------------------- | --- | ----------------------- |
| كنانة       | عدنانية                             | خندف مِن مضر                 | قريش (القُرشي)، بني ليث (الليثي)، بني الدئل (الدؤلي)، بنو مالك بن كنانة، بني ضمرة (الضمْري)، بني فراس (الفِرَاسيّ) | [ 1 ]                   |
| هوازن       | عدنانية                             | قيس عيلان مِن مضر            | بني عامر بن صعصعة (العامري)، ثقيف (الثقفي)، بني هلال بن عامر بن صعصعة (الهلالي)، بنو سعد بن بكر بن هوازن (السعدي)، بنو نصر بن معاوية بن بكر بن هوازن (النصري)، بنو عقيل بن كعب بن عامر بن صعصعة (العقيلي)، بني كلاب بن ربيعة بن عامر بن صعصعة (الكلابي)، بنو نمير بن عامر بن صعصعة (النميري)، بنو جشم بن معاوية بن بكر بن هوازن، بني سلول بن صعصعة بن معاوية (السلولي)، بنو جعدة بن كعب بن عامر بن صعصعة (الجعدي)، بنو قُشَير بن كعب بن عامر بن صعصعة (القُشَيري)، بني كعب بن ربيعة بن عامر بن صعصعة (الكعبي) | [ 1 ]                   |
| تميم        | عدنانية                             | خندف مِن مضر                 | بنو عمرو بن تميم (العمروي)، بنو سعد بن زيد مناة بن تميم (السعدي)، بنو حنظلة بن زيد مناة بن تميم (الحنظلي) | [ 1 ]                   |
| بكر بن وائل | عدنانية                             | ربيعة من نزار بن معد        | بنو شيبان (الشيباني)، بنو ذهل (الذهلي)، بنو حنيفة (الحنفي) | [ 1 ]                   |
| الأزد       | قحطانية                             | كهلان مِن سبأ                | {الأنصار} الأوس والخزرج (الأنصاري الأوسي والخزرجي)، خزاعة (الخزاعي)، غسان (الغساني)، بارق (البارقي)، غامد (الغامدي)، زهران (الزهراني)،ثمالة (الثمالي)،لهب (اللهبي)،حوالة (الحوالي)، البقوم (البقمي)، رجال الحجر (بللحمر، بللسمر، بنو عمرو، بني شهر)، (الاحمري، الاسمري، العمري، الشهري)، شبيل (الشبيلي)، بلقرن (القرني) | [ 3 ]                   |
| غطفان       | عدنانية                             | قيس عيلان مِن مضر            | بنو عبس (العبسي)، بنو ذبيان (الذُبْياني)، بنو فزارة (الفَزَارِيّ)، بنو مرة بن عوف (المُرّي)، بنو أشجع بن ريث (الأَشْجعي)، بنو بغيض بن ريث بن غطفان (البَغِيضيّ) | [ 1 ]                   |
| مذحج        | قحطانية                             | كهلان مِن سبأ                | بنو الحارث بن كعب (الحارثي)، زبيد بن الصعب بن سعد العشيرة (الزبيدي)، عائذ الله بن سعد العشيرة، جعفي بن سعد العشيرة (الجُعفِي، أنس الله بن سعد العشيرة، نمرة بن سعد العشيرة، مسلية، علة بن جلد، النخع (النخعي)، مسلية، شمران (الشمراني)، مراد (المرادي)، عنس (العنسي)، صداء، رهاء | [ 1 ] [ 4 ] [ 5 ] [ 6 ] |
| عبد القيس   | عدنانية                             | ربيعة مِن نزار بن معد        | بنو شيبان (الشيباني)، الجرِمي، البكري | [ 1 ]                   |
| قضاعة       | اختلف الناس ما بين عدنانية وقحطانية | معد بن عدنان أو حمير مِن سبأ | مهرة، بلي، جهينة، قبيلة نهد، عذرة (العذري) | [ 1 ]                   |

## الاختلاف حول الجماجم وعددها
اختلف الناس والمؤرخين حول الجماجم وعددها، منهم من قال أربعة هُن؛ بنو كلب بن وبرة بن تغلب، وطيء بن أدد، وبنو حنظلة بن مالك بن زيد مناة من تميم، وبني عامر بن صعصعة من هوازن، ويقول جواد علي بعد أن أضاف أسماء القبائل الأربعة:
| جماجم العرب | وذُكِر أن "الجماجم" السادات والرؤساء، وأن القبائل المذكورة كانت من جماجم القبائل، أي: من رؤسائها، وقد دُعيت بـ"جماجم"؛ لأنها بمنزلة جمجمة الرأس بالنسبة للإنسان, أي: إن هذه القبائل من القبائل الرئيسة عند الجاهليين. | جماجم العرب |

وقال بعضهم أنَّ الأربعة المقصودات بالكثرة هُن بنو شيبان ابن ثعلبة، وبنو جشم بن بكر، وبني عامر بن صعصعة من هوازن، وبنو حنظلة بن مالك من تميم. حيثُ قال القدامى عن هذه القبائل الأربعة: «جاء الإسلام وأربعة أحياء قد غلبوا الناس كثرة: شيبان ابن ثعلبة، وجشم بن بكر، يعني: بكر بن تغلب، وعامر بن صعصعة وحنظلة بن مالك، فلما جاء الإسلام خمد حيان وطما حيان بنو شيبان، وعامر بن صعصعة، وخمد جشم وحنظلة..»، يعنون في الجاهلية كانت القبائل الأربعة ستغلب العرب في كثرتها وقوتها فلمّا بُعِث النبي محمد خمدت قوة جشم وحنظلة بينما زادت قوة وكثرة شيبان وبني عامر بن صعصعة من هوازن.
وأما القول الأشهر هو أنهُن ثمانية وزادها البعض واحدة فأصبحت تسعة، والثمانية هُن ستة في عدنان واثنتين في قحطان، والعدنانية؛ منهن أربعة في مضر، اثنتين في قيس عيلان: غطفان وهوازن. واثنتين في خندف: كنانة وتميم. واثنتين في ربيعة بن نزار: بكر بن وائل وعبد القيس. واثنتين في القبائل القحطانية: مذحج وقضاعة. وأما الزائدة فهي الأزد. ونقل ابن عبد ربه الجماجم الثمانية، بينما أضاف الحازمي الهمداني الأزد لهن حيثُ قال:
| جماجم العرب | وأمَّا الجماجم فاثنتان في ربيعة، وأربع في مضر، وثلاث في اليمن. فجماجم مضر: غطفان بن سعد قيس عيلان، وهوازن بن منصور بن عكرمة بن خصفة بن قيس عيلان، وتميم بن مرّ بن أُد بن طابخة بن إلياس بن مضر، وكنانة بن مدركة بن خزيمة بن إلياس بن مضر. وجماجم ربيعة: بكر بن وائل بن قاسط بن هنب بن أفصي بن دعميّ بن جديلة ابن أسد بن ربيعة، وعبد القيس بن أفصى بن دعميّ. وجماجم اليمن: مذحج واسمه مالك بن أُدد بن زيد بن يشجب بن عريب بن زيد بن كهلان بن سبأ، والأزد بن الغوث بن نبت بن مالك بن أُدد بن زيد بن كهلان بن سبأ بن يشجب بن يعرب بن قحطان، وأسمه يقطن بن عابر بن شالخ بن أرفخشد بن سام بن نوح، وقضاعة بن مالك بن حمير بن سبأ. | جماجم العرب |

## جماجم العرب في الحديث والأثار
روى المحدِّثين قولاً منسوب لحفيد النبي الحسن بن علي بن أبي طالب أنّه قال عن تركه للخلافة: «كانت جماجمُ العربِ بيدي يُسالِمُونَ مَن سالمتُ ويُحَارِبُونَ مَن حاربتُ فتركْتُها ابتِغاءَ وجهِ الله وحقنِ دِماءِ المسلمين.»